# Notoxus caharensis
Notoxus caharensis es una especie de coleóptero de la familia Anthicidae.

## Distribución geográfica
Habita en Angola.